# Phrurolithus apertus
Phrurolithus apertus is een spinnensoort uit de familie van de Phrurolithidae.
De wetenschappelijke naam van de soort werd in 1935 gepubliceerd door Willis John Gertsch.